# Forgiven, Not Forgotten
Forgiven, Not Forgotten è il primo album in studio del gruppo musicale irlandese The Corrs, pubblicato il 22 settembre 1995.

## Tracce
Tutte le canzoni sono state scritte dai Corrs, eccetto Someday scritta dai Corrs insieme a David Foster.
1. Erin Shore (traditional intro) (strumentale) – 0:27
2. Forgiven, Not Forgotten – 4:15
3. Heaven Knows – 4:18
4. Along with the Girls (strumentale) – 0:50
5. Someday – 3:52
6. Runaway – 4:25
7. The Right Time – 4:08
8. The Minstrel Boy (strumentale) – 2:12
9. Toss the Feathers (strumentale) – 2:50
10. Love to Love You – 4:08
11. Secret Life – 4:32
12. Carraroe Jig (strumentale) – 0:52
13. Closer – 4:05
14. Leave Me Alone – 3:40
15. Lough Erin Shore (strumentale) – 4:14
16. Somebody Else's Boyfriend (traccia bonus giapponese) – 4:00

## Singoli promozionali
- 1997 – Leave Me Alone

## Musicisti

### Artista
- Andrea Corr – voce principale, tin whistle.
- Caroline Corr – batteria, bodhrán, cori.
- Jim Corr – chitarre, tastiere, cori.
- Sharon Corr – violino, cori.

### Altri musicisti
- David Foster – tastiera.
- Michael Thompson – chitarra.
- Simon Phillips – batteria in Toss The Feathers.
- Neil Steubenhaus – basso in Toss The Feathers.
- Tal Herzberg – basso in Secret Life.
- Bill Whelan – celtic drums arrangement in Lough Erin Shore.
- Noel Eccles – celtic drum.
- Des Reynolds – celtic drum.

## Produzione
- Jim Corr – Arrangiamento, Keyboards & Synthesizer Programming, Produttore.
- David Foster – Arrangiamento, Live Strings Arrangements, Produttore.
- Dave Reitzas – Engineer, Mixing.
- Bob Clearmountain – Mixing.
- Felipe Elgueta – Engineer.
- Andrew Boland – Engineer.
- Bob Ludwing – Mastering.
- Brian K. Lee – Assistant Mastering Engineer.
- Ryan Freeland – Mixing Assistant.
- Simon Franglen – Synclavier Programming.
- Richard Bates – Art Direction.
- Sung Lee-Crawforth – Art Direction.
- Guzman – Fotografia.

## Charts, Vendite e Certificazioni

### Album
| Chart                         | Paese         | Provider(s)            | Posizione più alta | Certificazione | Vendite    |
| ----------------------------- | ------------- | ---------------------- | ------------------ | -------------- | ---------- |
| Australian Albums Chart       | Australia     | ARIA                   | 1                  | 9× Platino     | 630 000+   |
| Austrian Albums Chart         | Austria       | IFPI Austria           | 10                 |                |            |
| Belgium Wallonie Albums Chart | Belgio        | IFPI Belgium           | 43                 |                |            |
| Canadian Albums Chart         | Canada        | CRIA                   |                    | Oro            | 50 000+    |
| Danish Albums Chart           | Danimarca     | IFPI Denmark           |                    | 2x Platino     | 80 000+    |
| Europe Platinum Awards        | Europa        | IFPI                   |                    | 2x Platino     | 2 000 000+ |
| French Albums Chart           | Francia       | Disque En France       | 49                 | Oro            | 75 000+    |
| Indonesia Album Charts        | Indonesia     | Warner Music Indonesia |                    | Platino        | 50 000+    |
| Irish Albums Chart            | Irlanda       | IRMA                   | 1                  | 13× Platino    | 195 000+   |
| Dutch Albums Chart            | Germania      |                        | 38                 |                |            |
| Japan Oricon Album Chart      | Giappone      | RIAJ                   |                    | Oro            | 100 000+   |
| Official Albums Chart         | Gran Bretagna | BPI                    | 2                  | Platino        | 300 000+   |
| Norwegian Albums Chart        | Norvegia      | IFPI Norway            | 12                 | Oro            | 20 000+    |
| New Zealand Albums Chart      | Nuova Zelanda | RIANZ                  | 1                  | 2x Platino     | 30 000+    |
| Netherlands Albums Chart      | Olanda        | MegaCharts             | 38                 |                |            |
| Singapore Albums Chart        | Singapore     |                        |                    | Oro            | 7 500+     |
| Spanish Albums Chart          | Spagna        | PROMUSICAE             | 4                  | 5× Platino     | 500 000+   |
| Swedish Albums Chart          | Svezia        | IFPI Sweden            | 16                 | Oro            | 20 000+    |
| Swiss Albums Chart            | Svizzera      | IFPI Switzerland       | 37                 |                |            |
| U.S Billboard 200             | USA           | RIAA                   | 131                | Oro            | 500 000+   |
| U.S Heatseekers               | USA           | RIAA                   | 3                  | Oro            | 500 000+   |

- Totale copie vendute: 5 000 000+

### Singoli
| Anno | Singolo                 | Classifica e Posizione |
| ---- | ----------------------- | --- |
| 1995 | Runaway                 | Irish Singles Chart: numero 10 UK Singles Chart: numero 49 American AC: numero 20 Billboard Hot 100: numero 68 New Zealand Singles Chart: numero 48 |
| 1996 | Runaway                 | Australian Singles Chart: numero 10 |
| 1996 | Forgiven, Not Forgotten | Australian Singles Chart: numero 15 |
| 1996 | Love To Love You        | Irish Singles Chart: numero 39 UK Singles Chart: numero 62 New Zealand Singles Chart: 46 Australian Singles Chart: numero 25                        |
| 1997 | The Right Time          | Irish Singles Chart: numero 3 Australian Singles Chart: numero 44 US AC Top 40: numero 37                                                           |
| 1999 | Runaway                 | UK Singles Chart: numero 2 |

## Date di pubblicazione
- 1995, Gran Bretagna, Atlantic 7567-92612-2, Data di pubblicazione 22 settembre 1995, CD
- 1995, Messico, Atlantic 7826-94675-2, Data di pubblicazione 22 settembre 1995, CD
- 1995, Gran Bretagna, Atlantic 7567-92612-4, Data di pubblicazione 26 settembre 1995, Cassetta
- 1995, Giappone, Warner AMCY-913, Data di pubblicazione 21 dicembre 1995, CD (con bonus track)
- 1996, Gran Bretagna (ristampa), Data di pubblicazione 19 febbraio 1996, CD
- 1997, Giappone, Warner AMCY-2427, Data di pubblicazione 25 ottobre 1997, CD (con bonus track)
- 1997, Australia, Nuova Zelanda, Atlantic 7567-92754-2, Data di pubblicazione? gennaio 1997, CD (limited tour edition)
- 1999, Gran Bretagna, Atlantic 7567926128, Data di pubblicazione 29 novembre 1999, MiniDisc
- 2001, Australia, Atlantic 7567-80963-2, Data di pubblicazione? ? 2001, CD (insieme con "Talk on Corners (special edition)"
- 2001, Francia, Atlantic 7567-93072-2, Data di pubblicazione? ? 2001, CD (come disco d'oro - limited collectors edition)